# Tragacete
Tragacete es un municipio y localidad española de la provincia de Cuenca, en la comunidad autónoma de Castilla-La Mancha. El término municipal, que tiene una población de 261 habitantes (INE 2024), está ubicado en la comarca de la Serranía Alta y forma parte del parque natural Serranía de Cuenca.

## Historia
A mediados del siglo XIX, el lugar contaba con una población censada de 871 habitantes. La localidad aparece descrita en el decimoquinto volumen del Diccionario geográfico-estadístico-histórico de España y sus posesiones de Ultramar de Pascual Madoz de la siguiente manera:

TRAGACETE: v. con ayunt. en la prov., dióc. y part. jud. de Cuenca (7 leg.), aud. terr. de Albacete (27), c. g. de Castilla la Nueva (Madrid 28). sit. al estremo NE. do la prov. en un llano, y al pie de un cerro de bastante elevacion que le resguarda del viento O.; su clima es frio y poco propenso á enfermedades. Consta de 230 casas; la de ayunt.; cárcel, y escuela de primeras letras, dotada con 700 rs.; dos fuentes de buena agua; igl. parr., cuyo edificio es regular, y se halla servida por un cura de primer ascenso y de provision ordinaria. El térm. confina por N., E. y O. con la sierra divisoria de la prov. de Cuenca y Aragon, y pueblos de Checa y Villar de Cohos, y por S. con el térm. de Huelamo: su terreno es muy quebrado, compuesto de cerros y barrancos todo él, á escepcion de una vega de 1/2 leg. de llano, la cual riega el r. Júcar que cruza su térm., en el que tiene dos puentes de madera: en su jurisd. hay unas salinas de agua: los caminos son locales y en mal estado. prod.: trigo, cebada, centeno, avena y algunas legumbres; se cria ganado lanar y vacuno en abundancia; caza de liebres, perdices y conejos; pesca de barbos, truchas y cangrejos. ind.: la agrícola y dos molinos harineros. pobl.: 219 vec., 871 alm. cap. prod.: 1.511,300 rs. imp.: 75,565.
(Madoz, 1849, pp. 126-127)

## Demografía
Tragacete cuenta con una población de 261 habitantes (INE 2024).
| Gráfica de evolución demográfica de Tragacete entre 1842 y 2021 |
| |
| Población de derecho según los censos de población del INE Población de hecho según los censos de población del INEEntre el censo de 1930 y el anterior, disminuye el término del municipio porque independiza a Vega del Codorno |